# Пеэли (река)
Пе́эли (эст. Peeli jõgi), Пи́йли (эст. Piili jõgi), Пе́лльупите (латыш. Peļļupīte), Пи́льупите (латыш. Piļupīte) — река в Эстонии и Латвии.

## Общие сведения
Исток реки находится в Латвии, на возвышенности Алуксне, на высоте 74 метра над уровнем моря. Вытекает из озера Киккаярв (латыш. Ilgāja). Далее течёт на запад. Протекает через озеро Сокари Вескиярв и цепь озёр Паганамаа: Лийваярв (Паганамаа Лийваярв, латыш. Smilšājs), Сарапууярв (Паганамаа Саарапууярв, латыш. Sūneklis), Мудаярв (Паганамаа Мудаярв, латыш. Peļļu).
Около 6 километров (в районе Паганамаа и в двух отрезках ниже по течению) река течёт по государственной границе между Эстонией и Латвией, и там известна в основном под названием Пийриоя (эст. Piirioja, с эст. «Пограничный ручей»). На эстонской стороне этот участок относится к природному парку Паганамаа, на латвийской — к заказнику Корнети. Впадает в реку Вайдва (Вайдава) в 7,7 километрах от её устья.
Длина реки 19,9 км. Площадь водосбора по данным 1986 года — 113 км², на основе расчёта, составленного в конце 1990-х годов — 93,8 км².
Главные притоки: ручей Пяхни (14 км) и ручей Мынисте (3 км).
Река со светлой водой, с малым содержанием органических веществ (типы IB, IIB, IIIB). Включена в перечень нерестилищ и местообитаний лосося, речной форели, морской форели и хариуса.
На берегах реки расположены эстонские деревни Вастсе-Рооза, Лауримяэ, Лигури, Паганамаа, Пяхни, Тагаколга, Тунду и Хинтсико.
С 15 сентября до 31 декабря в реке Пеэли запрещён лов рыбы от места впадения ручья Пяхни до устья.